# Manatee County
Manatee County is een county in de Amerikaanse staat Florida.
De county heeft een landoppervlakte van 1.919 km² en telt 264.002 inwoners (volkstelling 2000). De hoofdplaats is Bradenton.

## Bevolkingsontwikkeling

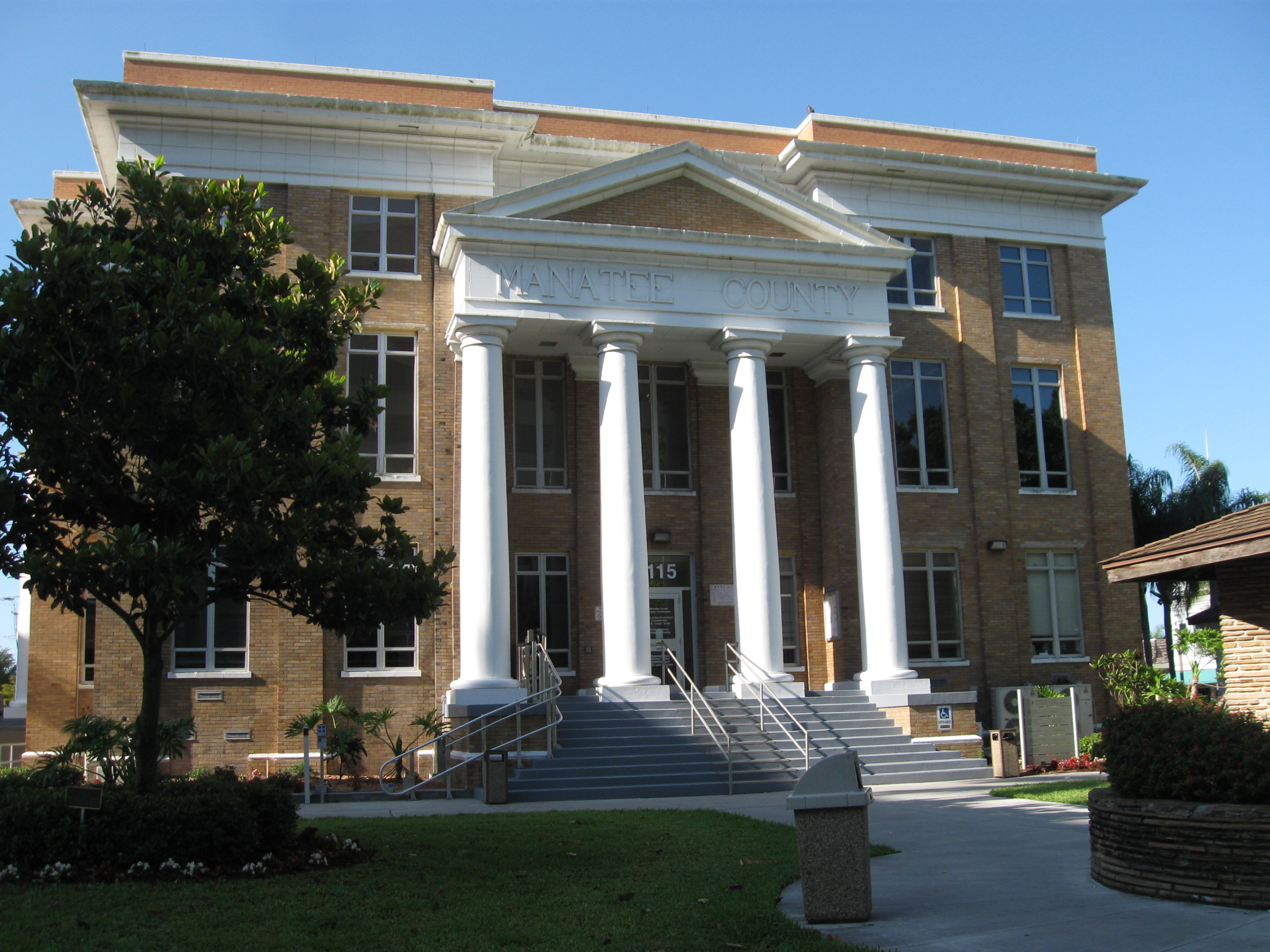
Manatee County Courthouse